# Mutualizmus (politika)
A mutualizmus baloldali, szabadpiaci, libertariánus, anarchista elmélet, amit Pierre-Joseph Proudhon indított útjára. A piaci szocializmussal szemben hiányzik belőle az állam szerepe és a tervezés. Víziója egy olyan társadalom, amelynek minden tagja rendelkezik termelési móddal – termelőeszközökkel és munkaerővel – akár individuálisan, akár kollektívan, és kereskedik is olyan feltételekkel, ahol a csereértéket a befektetett munka mennyisége szabja meg (ld. munkaérték-elmélet). Az individuális anarchistákkal szemben a mutualizmus preferálja a – kollektivista – nagyipart, de az államszocializmussal ellentétben elveti a termelési mód társadalmi ellenőrzését.